# Lycopodium-Alkaloide

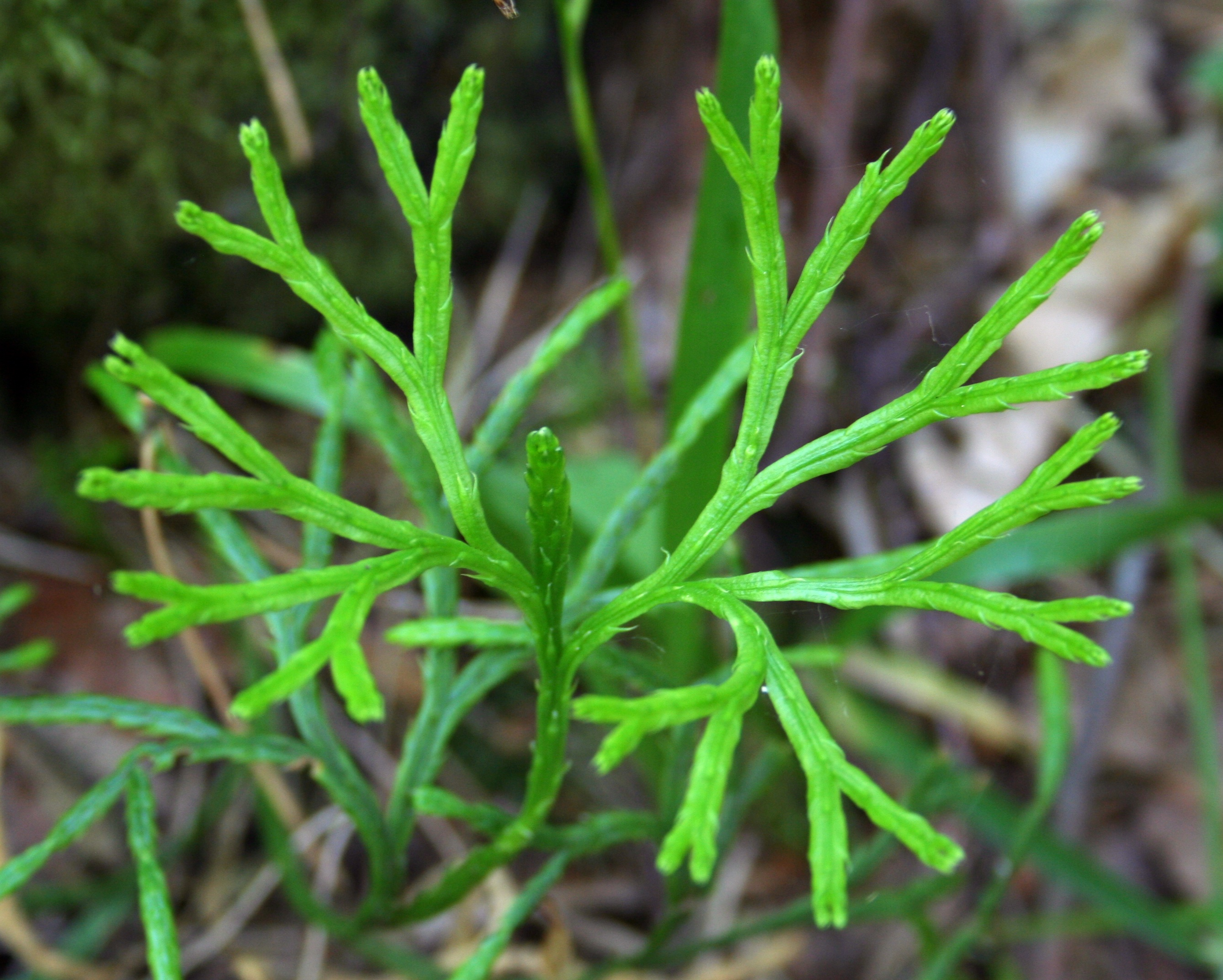
Gewöhnlicher Flachbärlapp (Lycopodium complanatum)

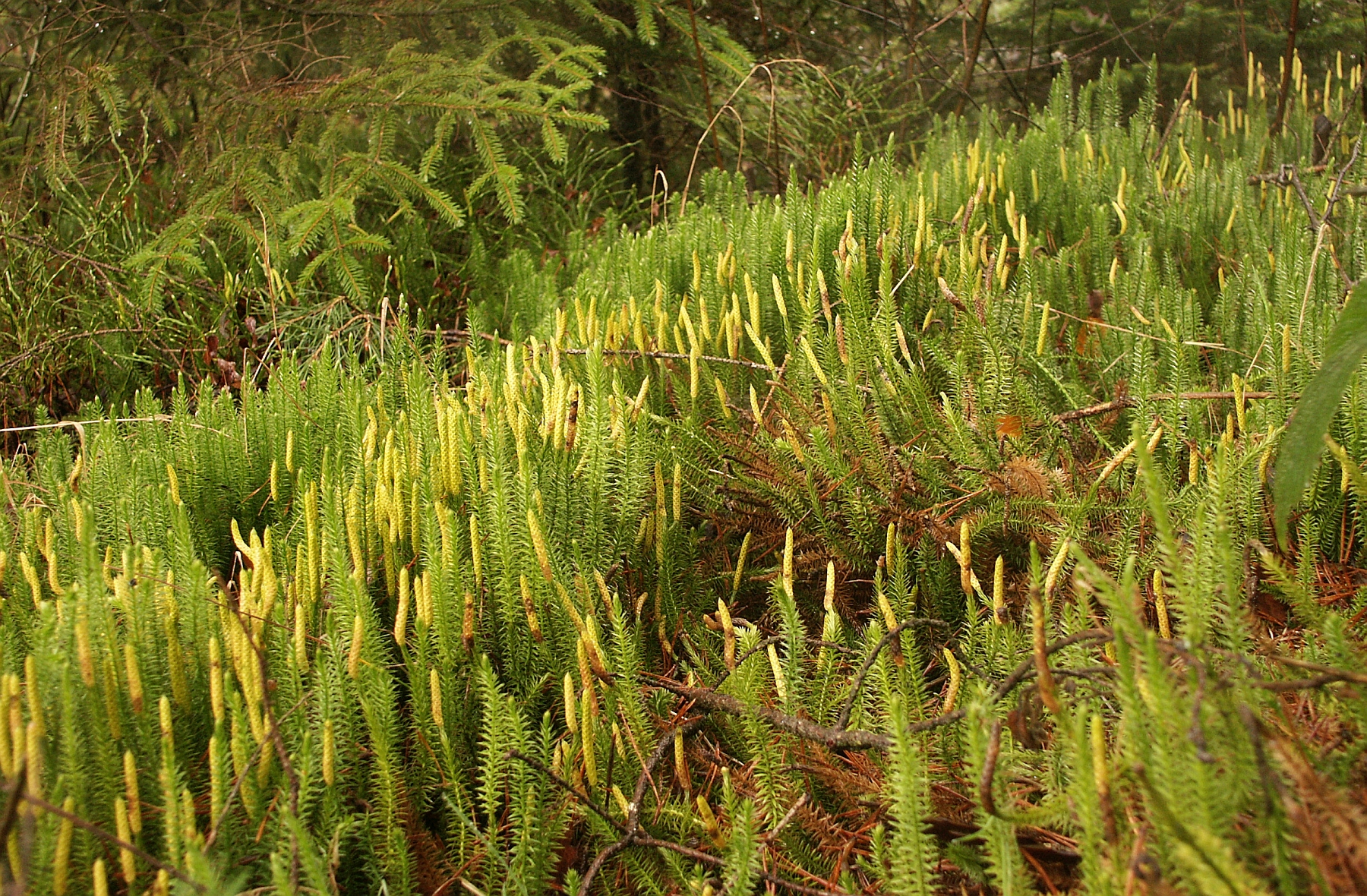
Schlangen-Bärlapp (Lycopodium annotinum)

Lycopodium-Alkaloide sind Naturstoffe des Chinolizidin-Alkaloid-Typs.

## Vorkommen
Lycopodium-Alkaloide kommen in der Pflanzenfamilie der Bärlappgewächse vor. Das (−)-Lycopodin kommt in dem Gewöhnlichen Flachbärlapp und das Annotinin in dem Schlangen-Bärlapp vor.

## Vertreter
Es sind bisher ca. 90 Lycopodium-Alkaloide bekannt. Die Alkaloide dieser Gruppe werden nach Zahl der Kohlenstoff- und Stickstoff-Atome ihrer Grundstruktur in drei Strukturtypen unterteilt:
- Der C16N-Typ beschreibt ca. 60 Alkaloide, u. a. Lycopodin sowie Annotinin und Fawcettimin
- Der C16N2-Typ beschreibt die Lycodin-Gruppe (ca. 20 Strukturen), u. a. Lycodin und Cernuin.
- Der C27N3-Typ beschreibt nur wenige Alkaloide, u. a. Lucidin B.[1]

(−)-Lycopodin
(−)-Lycodin
Lucidin B

## Eigenschaften
Die Lycopodium-Alkaloide gelten als moderat giftig. Einige Lycopodium-Alkaloide sollen potente Hemmstoffe der Acetylcholin-Esterase sein. Huperzin A wirkt stimulierend auf das Lern- und Erinnerungsvermögen bei Tieren. In der Chinesischen Volksheilkunde werden verschiedene Lycopodium-Arten zur Behandlung von Hauterkrankungen und als Tonika verwendet.